# La Cardeuse de matelas
La Cardeuse de matelas és un curtmetratge mut còmic francès del 1906 dirigit per Georges Méliès. Va ser venut per la Star Film Company de Méliès i està numerat del 818 al 820 als seus catàlegs.

## Argument
Davant d'una botiga, tres matalassers estan ocupats cosint un matalàs. Quan entren a un bar de vins barat per fer una pausa, un vagabund borratxo entra en escena i decideix fer una migdiada dins del matalàs. Els treballadors tornen i acaben de cosir el matalàs, sense adonar-se del vagabund que hi dorm. De sobte, el vagabund es desperta i intenta sortir-se'n. Tant els treballadors com els transeünts comencen a veure el que sembla ser un matalàs viu tombant i ensopegant al carrer.
El vagabund, encara completament dins del matalàs, s'endinsa a la vinoteca propera. En la confusió que se'n va fer, tots els clients i el personal del bar s'acaben corrents i un policia s'apressa a arrestar el matalàs viu. Quan s'ensopega amb el policia, el vagabund finalment aconsegueix sortir del matalàs. El bar, el matalàs i els mobles per igual acaben a sobre del policia. En un plan mitjà final, precedit d'un intertítol trilingüe ("À Votre Santé, Good Health, Prosit!!!"), el vagabund s'aboca una copa i brinda amb el públic.

## Producció
Els actors Manuel i Bruneval apareixen a la pel·lícula com el vagabund i el barman calb, respectivament. L'únic efecte especial utilitzat és l'escamoteig. L'intertítol té lletres semblants als intertítols d'altres dues pel·lícules que Méliès va fer aquell any, La Fée Carabosse ou le Poignard fatal i Les Bulles de savon animées. Méliès poques vegades utilitzava títols dins les seves pel·lícules; en almenys un exemple, la comèdia de 1908 French Interpreter Policeman, aquests van prendre la forma de pancartes col·locades dins de la pròpia pel·lícula.
El pla mitjà final també és poc freqüent a les pel·lícules de Méliès, que normalment estan formades per plans llargs. Més tard va utilitzar plans finals similars a La Fée Carabosse... el mateix any, i a Le Mariage de Victorine l'any següent.